# أندرو روبنسون
أندرو روبنسون (بالإنجليزية: Andrew Robinson)‏ (و. 1942  م) هو ممثل تلفزي، وممثل أفلام، وأستاذ جامعي، وروائي، وكاتب، ومخرج، وممثل مسرحي، وكاتب خيال علمي أمريكي، ولد في نيويورك، بدأ مشواره المهني سنة 1971.

## التعليم
تعلم في أكاديمية لندن للموسيقى والفنون المسرحية، وذا نيو سكول، وجامعة نيو هامبشاير.

## جوائز
حصل على جوائز منها:
- برنامج فولبرايت.

## وصلات خارجية
- أندرو روبنسون على موقع IMDb (الإنجليزية)
- أندرو روبنسون على موقع ألو سيني (الفرنسية)
- أندرو روبنسون على موقع ميوزك برينز (الإنجليزية)
- أندرو روبنسون على موقع ميوزك برينز (الإنجليزية)
- أندرو روبنسون على موقع أول موفي (الإنجليزية)
- أندرو روبنسون على موقع قاعدة بيانات برودواي على الإنترنت (الإنجليزية)
- أندرو روبنسون على موقع قاعدة بيانات الأفلام السويدية (السويدية)
- أندرو روبنسون على موقع قاعدة بيانات الأفلام السويدية (السويدية)
- أندرو روبنسون على موقع إن إن دي بي (الإنجليزية)
- أندرو روبنسون على موقع قاعدة بيانات الفيلم (الإنجليزية)